# Bethel Park
Bethel Park je město ve Spojených státech amerických. Nachází se v okrese Allegheny County ve státě Pensylvánie. Ve městě žije  obyvatel a jeho rozloha činí . Město bylo založeno roku 1886. Leží 11 kilometrů jižně od Pittsburghu.
Městem protéká několik vodních toků, jmenovitě Saw Mill Run, Catfish Run, Graesers Run a Piney Fork.

## Rodáci
- Scott Hahn (* 1957) – Americký teolog

Ve městě žil Thomas Matthew Crooks, který v červenci 2024 spáchal Atentát na Donalda Trumpa.